# Roxana Díaz (nữ diễn viên)
Roxana Díaz Burgos (sinh ngày 20 tháng 2 năm 1972 tại Caracas) là một nữ diễn viên truyền hình người Venezuela. Cô tham gia Hoa hậu Venezuela 1992 và đã làm việc trong vô số tiểu thuyết, loạt phim và phim.

## Đóng phim

### Truyền hình nhiều tập
| Năm     | Tựa đề                    | Nhân vật                           | chú thích                |
| ------- | ------------------------- | ---------------------------------- | ------------------------ |
| 2012    | Dulce Amargo              | Bárbara Aguilera                   | Nhân vật chính           |
| 2011    | El árbol de Gabriel       | Sofía Alvarado                     | Nhân vật phản diện chính |
| 2010    | Que el cielo tôi khám phá | Glenda Nunez                       | Nhân vật phản diện chính |
| 2007-08 | Pobre millonaria          | Damiana Grissanti                  | Nhân vật phản diện chính |
| 2006    | Por todo lo alto          | Morana Bastardo                    | Nhân vật phản diện chính |
| 2004    | Qué buena se puso Lola!   | Dolores Estrella Santos            | Nhân vật chính           |
| 2002    | Juana la Virgen           | Carlota Vivas de De la Vega        | Nhân vật phản diện chính |
| 2001    | Carissima                 | Avril Zurli                        | Nhân vật chính           |
| 2000    | Mis 3 hermanas            | Margarita Álvarez de Estrada       | Nhân vật phản diện chính |
| 1999    | Cuando Hay Pasion         | .Betania Malavé                    | Nhân vật phản diện       |
| 1998    | Aunque tôi Cueste la Vida | Teresa Larrazabal                  | Nhân vật chính           |
| 1996    | La Llaman Mariamor        | Genobeba-Beba Manturano / Mariamor | Nhân vật chính           |
| 1995    | Angeles y arceaches       | Gabriela                           |                          |
| 1994    | La Hija del Presidente    | Pamela Alvarado                    | Nhân vật phản diện chính |
| 1993    | Sirena                    | Porfiria                           | Nhân vật phản diện       |

### Phim
- La Señora de Cárdenas (2003)